# Hemigrammocharax minutus
Hemigrammocharax minutus es una especie de peces de la familia Citharinidae en el orden de los Characiformes.

## Morfología
Los machos pueden llegar alcanzar los 2,7 cm de longitud total.

## Hábitat
Vive en zonas de clima tropical.

## Distribución geográfica
Se encuentran en África: la República Democrática del Congo (sur de Katanga) y Zambia (Bangweulu ).